# 宇和島市立城東中学校
宇和島市立城東中学校（うわじましりつじょうとうちゅうがっこう）は、愛媛県宇和島市の西南にある公立中学校。

## 沿革

### 経緯
1960年に設置が決まり、1961年に開校した。1970年代には、三浦中学校や清渓中学校と統合した。

### 年表
- 1960年6月28日 - 臨時市議会で新設中学校の設置を決定。
- 1961年4月10日 - 第1回入学式を挙行。
- 1961年7月20日 - 校章・帽章・胸章を制定。
- 1961年11月16日 - 新校舎へ移転。
- 1962年5月17日 - 新校舎落成式典を挙行。
- 1962年11月22日 - 第1回主体的学習研究発表会開催。
- 1965年4月20日 - 特殊学級「みずほ学級」を開設。
- 1966年5月9日 - 完全給食開始。
- 1967年3月30日 - 体育館落成。
- 1967年11月27日 - 校歌制定。
- 1968年12月23日 - 校旗制定。
- 1970年4月1日 - 三浦中学校と統合。
- 1971年4月1日 - 清渓中学校と統合。
- 1975年10月1日 - 生徒会旗制定。
- 1992年12月25日 - 男子の頭髪自由化。
- 2013年2月8日 - 新校舎建設着工。
- 2014年2月2日 - 新校舎移転。
- 2016年2月29日 - 体育館耐震工事完了。

## 教育方針

### 教育目標
- 自らの力を育み、主体的に判断し行動する、心豊かでたくましい生徒を育てる

## 部活動

### 運動部
- 軟式野球部
- 男女陸上部
- 男女ソフトテニス部
- 男女バレーボール部
- 男女バスケットボール部
- サッカー部
- 男女卓球部
- 男女剣道部
- 男女水泳部

### 文化部
- 吹奏楽部
- 茶道・華道部
- 美術部
- ボランティア部

## 行事
- 9月 - 体育祭
- 11月 - 文化祭